# AAA-Saison 1915

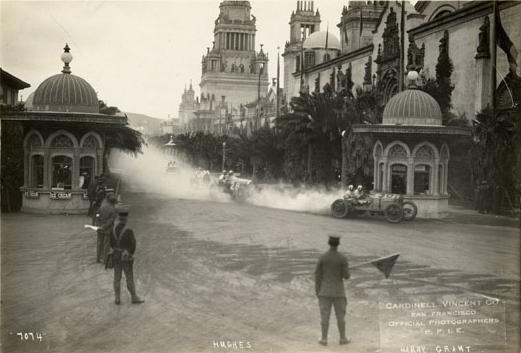
Rennszene aus dem Großen Preis von Amerika. Harry Grant (Nr. 30) liegt vor Hughie Hughes (Nr. 28)

Die AAA-Saison 1915 war die siebte offizielle Saison der nationalen Automobilmeisterschaft in den Vereinigten Staaten. Sie bestand aus 27 Rennen, die zwischen dem 9. Januar und dem 25. November ausgetragen wurden. Die Saison bestand aus einzelnen Rennen, ohne dass ein Meistertitel vergeben wurde.

## Rennergebnisse
Es gab 27 Rennen, die auf 22 verschiedenen Rennstrecken ausgetragen wurden. 18 Rennen fanden auf Ovalkursen statt und neun auf temporären Straßenkursen. Erstmals wurde im Rahmen der Serie auf „Board tracks“ gefahren, deren Oberfläche aus Holzbrettern bestand. Dabei handelte es sich um ovale und zum Teil auch kreisförmige Rennstrecken mit oft hohen Steilkurven. Der Twin City Motor Speedway war das erste Betonoval in den Vereinigten Staaten. Der Bau kostete 900.000 USD.
| Nr. | Datum         | Ort (Staat)          | Rennen / Rennstrecke                                                | Fahrzeugklasse          | Distanz (mi / km) Runden  | Sieger                    | Fahrzeug   |
| --- | ------------- | -------------------- | ------------------------------------------------------------------- | ----------------------- | ------------------------- | ------------------------- | ---------- |
| 1   | 09. Januar    | San Diego (CA)       | San Diego Exposition Road Race Point Loma Road Race Course (T)      | Klasse D, Frei für alle | 305,082 / 491,0 51 Runden | Earl Cooper               | Stutz      |
| 2   | 03. Februar   | Tropico (CA)         | Tropico Road Race Tropico Road (T)                                  | Klasse D, Frei für alle | 101,018 / 162,6 53 Runden | Eddie O’Donnell           | Duesenberg |
| 3   | 07. Februar   | Los Angeles (CA)     | Ascot Race Ascot Speedway (UO)                                      | Klasse D, Frei für alle | 100 / 160,9 100 Runden    | Eddie O’Donnell           | Duesenberg |
| 4   | 27. Februar   | San Francisco (CA)   | Großer Preis von Amerika San Francisco World’s Fair Course (T)      | unbekannt               | 406,12 / 653,6 104 Runden | Dario Resta               | Peugeot    |
| 5   | 06. März      | San Francisco (CA)   | William K. Vanderbilt Cup San Francisco World’s Fair Course (T)     | Klasse E, bis 600 cu in | 300,685 / 483,9 77 Runden | Dario Resta               | Peugeot    |
| 6   | 17. März      | Venice (CA)          | Venice Race Venice Road Race Course (T)                             | unbekantt               | 301,185 / 484,7 97 Runden | Barney Oldfield           | Maxwell    |
| 7   | 20. März      | Tucson (AZ)          | Tucson Race Tucson Road Race Course (T)                             | unbekannt               | 103,152 / 166,0 24 Runden | Barney Oldfield           | Maxwell    |
| 8   | 29. April     | Oklahoma City (OK)   | Southern Sweepstakes Road Race Oklahoma City Road Race Course (T)   | unbekannt               | 299,532 / 482,1 83 Runden | Bob Burman                | Peugeot    |
| 9   | 31. Mai       | Indianapolis (IN)    | International 500 Mile Sweepstakes Indianapolis Motor Speedway (ZO) | bis 300 cu in           | 500 / 804,7 200 Runden    | Ralph DePalma             | Mercedes   |
| 10  | 09. Juni      | Galesburg (IL)       | Galesburg Race Galesburg District Fairgrounds (UO)                  | bis 450 cu in           | 100 / 160,9 100 Runden    | Eddie O’Donnell           | Duesenberg |
| 11  | 26. Juni      | Maywood (IL)         | Chicago Race Speedway Park (HO)                                     | unbekannt               | 500 / 804,7 250 Runden    | Dario Resta               | Peugeot    |
| 12  | 03. Juli      | Stevens (SD)         | Sioux City Race Sioux City Speedway (UO)                            | bis 450 cu in           | 300 / 482,8 150 Runden    | Eddie Rickenbacker        | Maxwell    |
| 13  | 04. Juli      | Tacoma (WA)          | Montamarathon Trophy Race Pacific Coast Speedway (HO)               | bis 450 cu in           | 250 / 402,3 125 Runden    | Glover Ruckstell          | Mercer     |
| 14  | 05. Juli      | Tacoma (WA)          | Golden Potlach Trophy Race Pacific Coast Speedway (HO)              | unbekannt               | 200 / 321,9 100 Runden    | Eddie Pullen              | Mercer     |
| 15  | 05. Juli      | Council Bluffs (IA)  | Omaha Race Omaha Speedway (HO)                                      | unbekannt               | 300 / 482,8 240 Runden    | Eddie Rickenbacker        | Maxwell    |
| 16  | 09. Juli      | Burlington (IA)      | Burlington Race Tri-State Fair Grounds (UO)                         | unbekannt               | 100 / 160,9 200 Runden    | Bob Burman                | Peugeot    |
| 17  | 07. August    | Valley Junction (IA) | Des Moines Race Des Moines Speedway (HO)                            | bis 300 cu in           | 300 / 482,8 300 Runden    | Ralph Mulford             | Duesenberg |
| 18  | 07. August    | Maywood (IL)         | Chicago Cup Match Race Speedway Park (HO)                           | Klasse E                | 100 / 160,9 50 Runden     | Dario Resta               | Peugeot    |
| 19  | 20. August    | Elgin (IL)           | Chicago Auto Club Trophy Race Elgin Road Race Circuit (T)           | bis 300 cu in           | 300,456 / 483,5 36 Runden | Earl Cooper               | Stutz      |
| 20  | 21. August    | Elgin (IL)           | National Trophy Race Elgin Road Race Circuit (T)                    | bis 450 cu in           | 300,456 / 483,5 36 Runden | Gil Andersen              | Stutz      |
| 21  | 28. September | Kalamazoo (MI)       | Kalamazoo Race Kalamazoo Fairgrounds (UO)                           | bis 300 cu in           | 100 / 160,9 100 Runden    | Ralph DePalma             | Stutz      |
| 22  | 04. September | Fort Snelling (MN)   | Minneapolis Race Twin City Motor Speedway (BO)                      | Frei-für-alle-Klasse    | 500 / 804,7 250 Runden    | Earl Cooper Johnny Aitken | Stutz      |
| 23  | 18. September | Cranston (RI)        | Providence Race Narragansett Park (BO)                              | unbekannt               | 100 / 160,9 100 Runden    | Eddie Rickenbacker        | Maxwell    |
| 24  | 09. Oktober   | Sheepshead Bay (NY)  | Astor Cup Sheepshead Bay Speedway (HO)                              | bis 300 cu in           | 350 / 281,6 175 Runden    | Gil Andersen              | Stutz      |
| 25  | 02. November  | Sheepshead Bay (NY)  | Harkness Gold Medal Race Sheepshead Bay Speedway (HO)               | unbekannt               | 100 / 160,9 50 Runden     | Dario Resta               | Peugeot    |
| 26  | 20. November  | Phoenix (AZ)         | Phoenix Race Arizona State Fairgrounds (UO)                         | Klasse D, Frei für alle | 109 / 175,4 109 Runden    | Earl Cooper               | Stutz      |
| 27  | 25. November  | San Francisco (CA)   | San Francisco Race 3 Panama-Pacific Exhibition Track (UO)           | unbekannt               | 100 / 160,9 100 Runden    | Earl Cooper               | Stutz      |

- Erklärung: T: temporärer Straßenkurs, BO: Betonoval, HO: Holzoval, UO: unbefestigtes Oval, ZO: Ziegelsteinoval

## Kurzmeldungen
- Jack Callaghan verunfallte nach 14 Runden in Ascot und starb einen Tag später an seinen Verletzungen[7]
- Die ersten Drei Barney Oldfield, William Carlson und Ralph Delno fuhren das 100-Meilen-Rennen in Tuscon ohne Stopp. Oldfield benutzte dieselben Reifen, die er beim Rennen zuvor in Venice benutzt hatte.[11]
- Das 500-Meilen-Rennen in Indianapolis war für den 29. Mai geplant. Wegen Regens wurde es auf den 31. Mai verschoben.[13]
- Charles Cox wurde bei einem Unfall mit dem späteren Sieger Rickenbacker in Sioux City tödlich verletzt.[16]
- Maxwell-Fahrer William Carlson und sein Mechaniker Paul Franzen verunfallten beim Montamarathon Trophy Race nach 56 Runden tödlich. Ray Harroun, der Maxwell-Teammanager, beschloss, dass sich das Team aus dem Motorsport zurückzog.[17]
- Joe Cooper hatte nach 39 Runden auf dem Des Moines Speedway einen Reifenschaden und starb bei dem darauf folgenden Unfall. Billy Chandler verunfallte nach 239 Runden. Sein Mechaniker Morris Kessler starb dabei.[21]
- Harry Grant verunfallte beim Training zum Astor Cup tödlich.[27]
- Das Harkness Gold Medal Race war ein Einladungsrennen.[28]
- Das Rennen in Phoenix war über 150 Runden geplant und nach 109 Runden wegen Dunkelheit abgebrochen.[29]
- Eddie O’Donnell absolvierte mit 17 Rennen die meisten. Mit jeweils fünf Siegen waren Earl Cooper und Dario Resta die siegreichsten Fahrer.

## Bester Fahrer

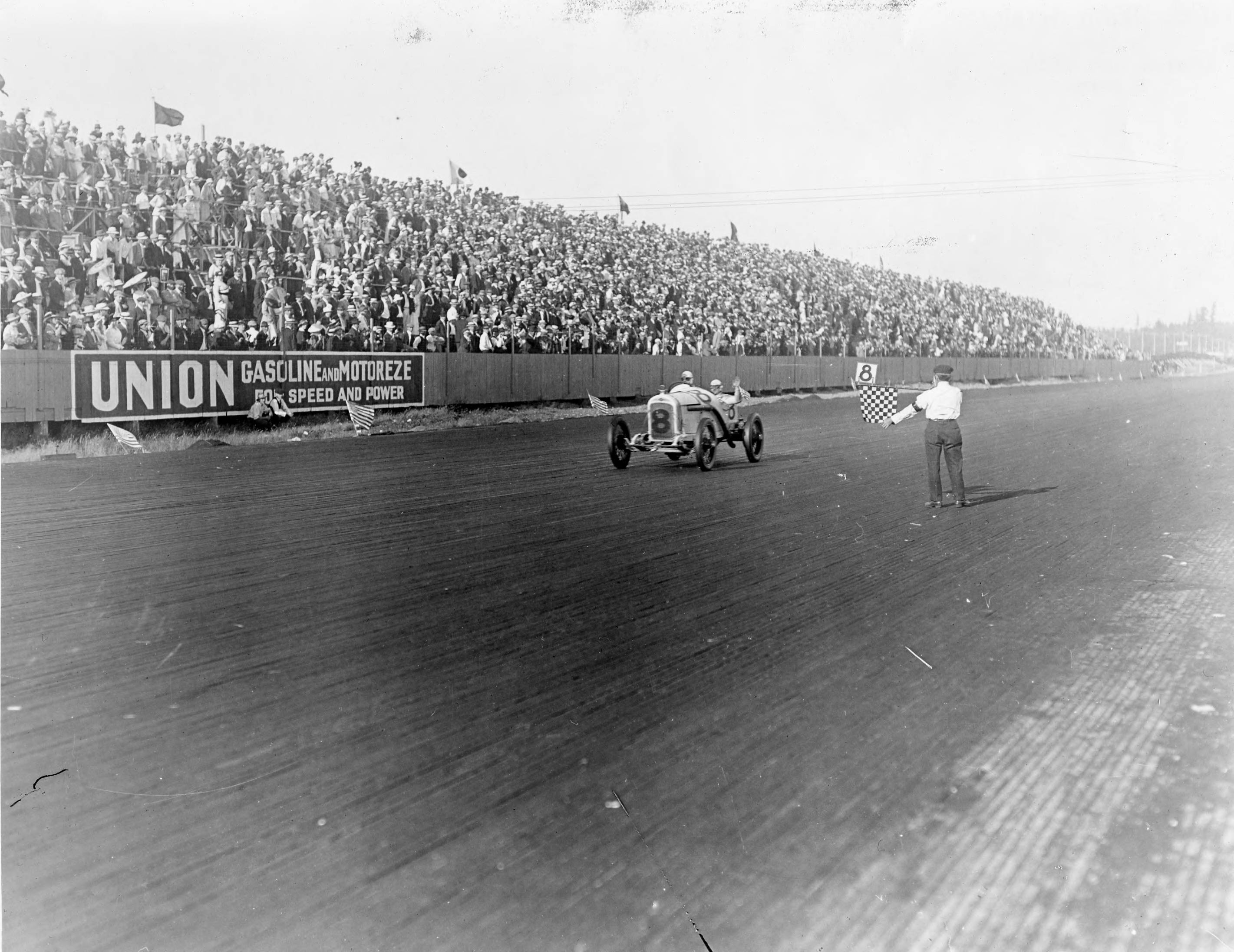
Earl Cooper beendete die Rennen auf dem Tacoma Speedway jeweils als Zweiter. Hier beim Montamarathon.

Earl Cooper wurde von der Zeitschrift Motor Age ein zweites Mal nach 1913 zum besten Fahrer des Jahres gewählt. 1927 wurden für mehrere Saisons rückwirkend Meisterschaften berechnet. Auch hier lag Cooper vorne. Diese Titel werden jedoch nicht als offiziell betrachtet.